# Maassluis-Centrum (métro de Rotterdam)
Maassluis-Centrum est une ancienne gare ferroviaire devenue station de la ligne B du métro de Rotterdam. Elle est située dans la commune de Maassluis, à proximité de Rotterdam aux Pays-Bas.
Mise en service en 1891 en tant que gare ferroviaire, elle est fermée, comme la ligne qui la dessert, par la Nederlandse Spoorwegen (NS) en 2017. Elle est remise en état et réaffectée en station du métro par l'entreprise RET qui la met en service en 2019.

## Situation sur le réseau

Plan du métro.

Établie en surface, Maassluis-Centrum, est une station de passage de la ligne B du métro de Rotterdam. Elle est située entre la station Vlaardingen-West, en direction terminus nord Nesselande, et la station Maassluis-West, en direction du terminus sud-ouest de la ligne B Hoek van Holland-Haven,,.
Elle dispose d'un quai central encadré par les deux voies de la ligne.

## Histoire

### Gare de Maassluis (1891-2017)

Installations de la gare
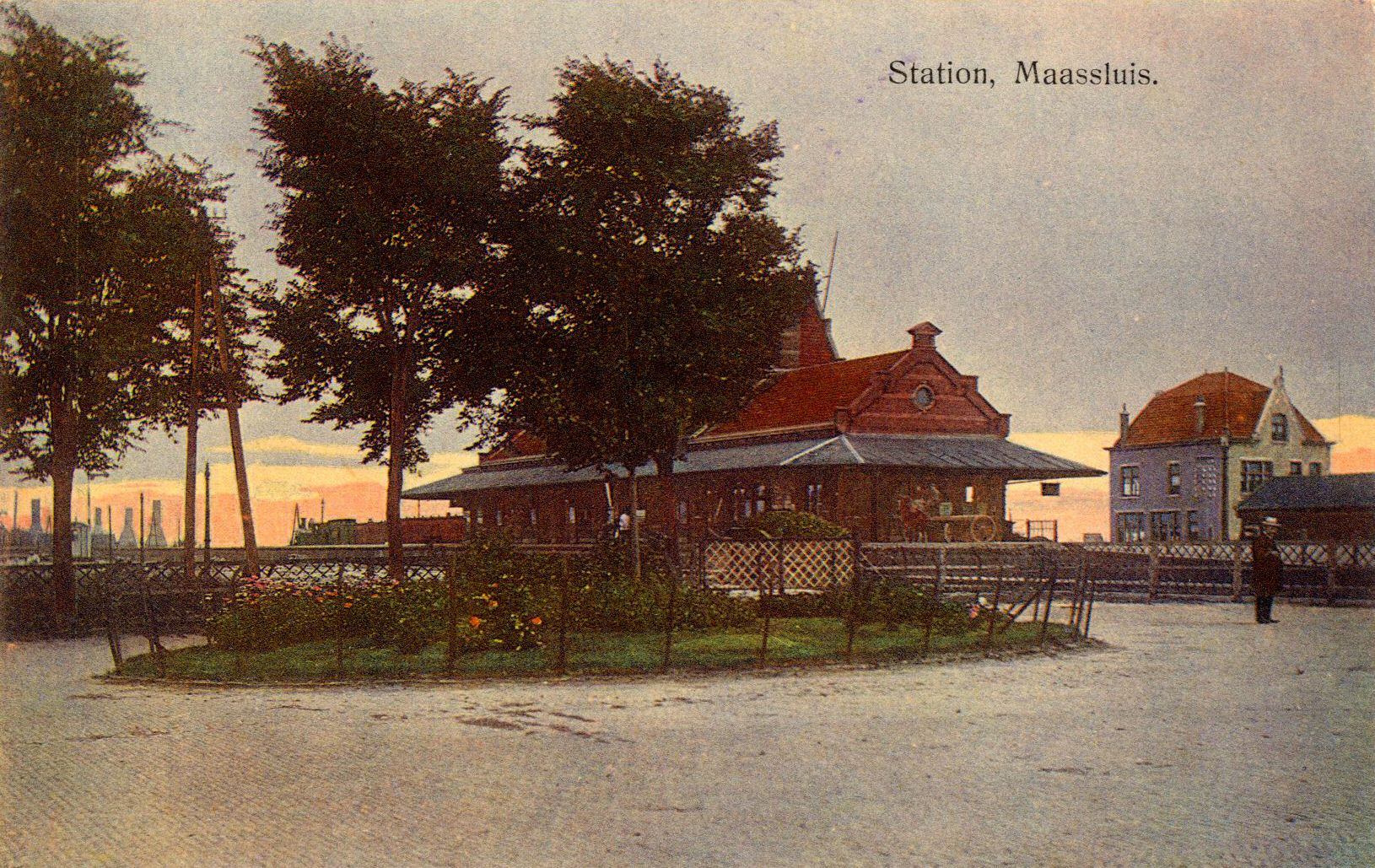
1909.
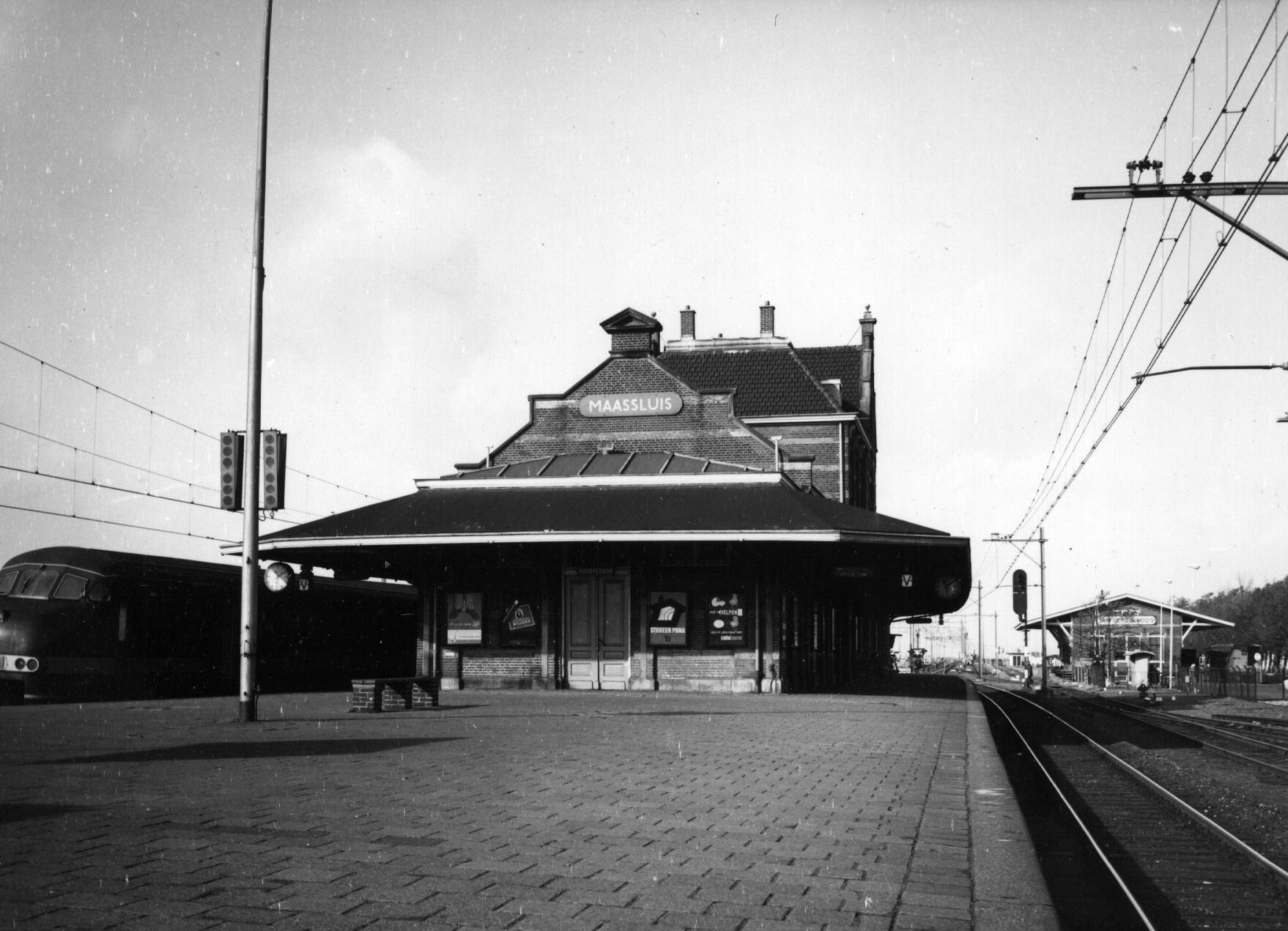
1967.
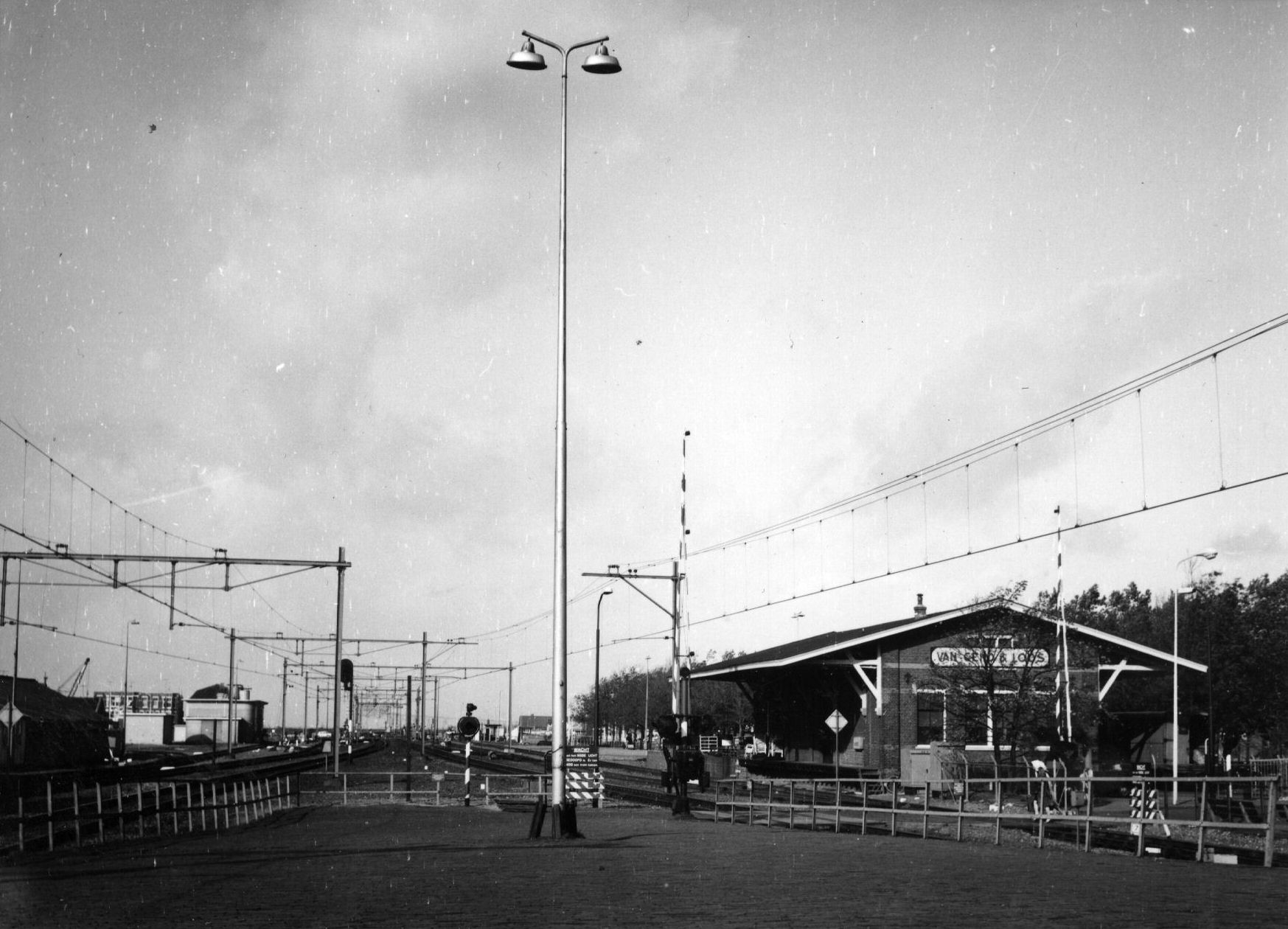
1967.

## Services aux voyageurs

### Desserte

Installations et desserte
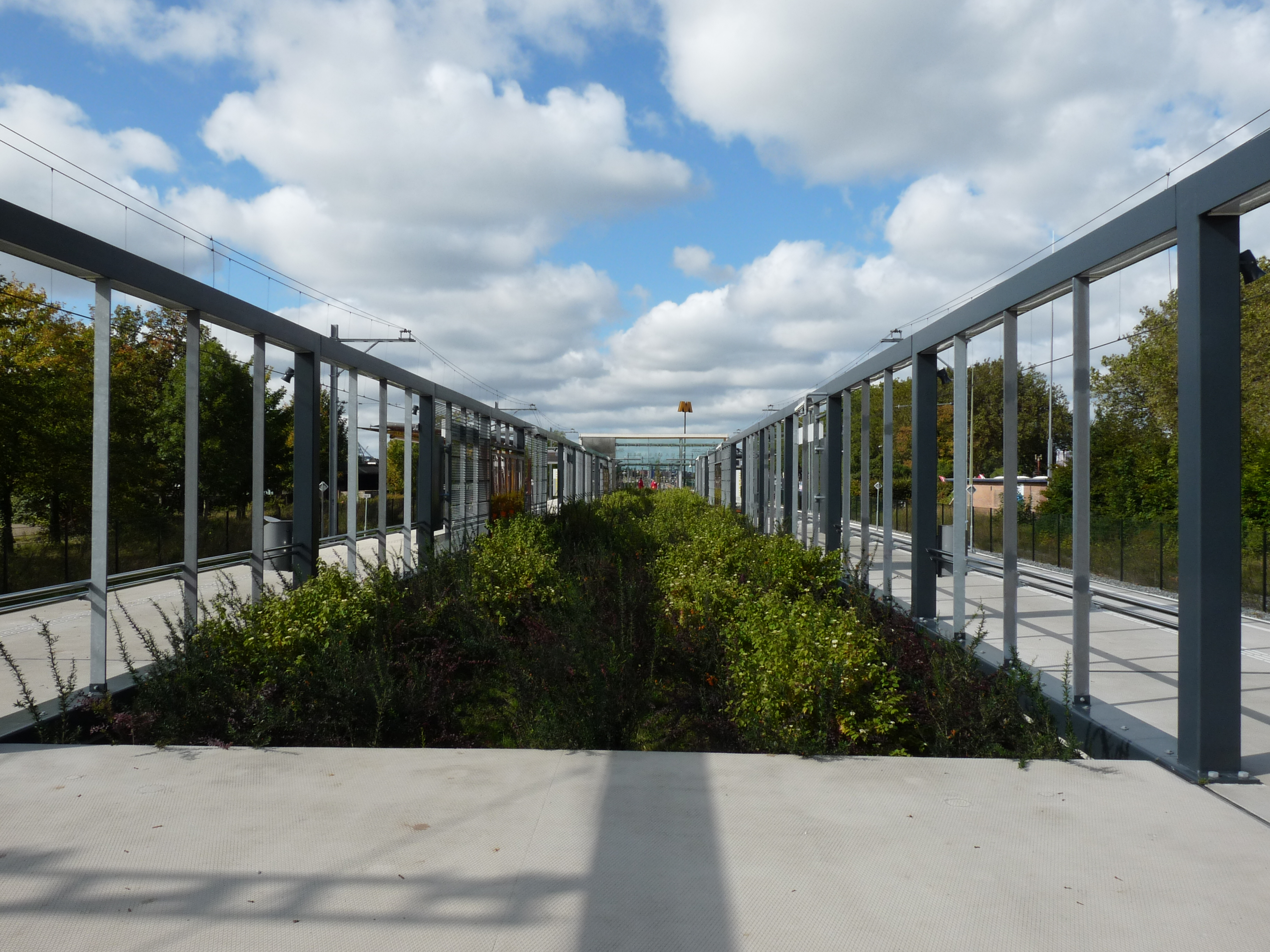
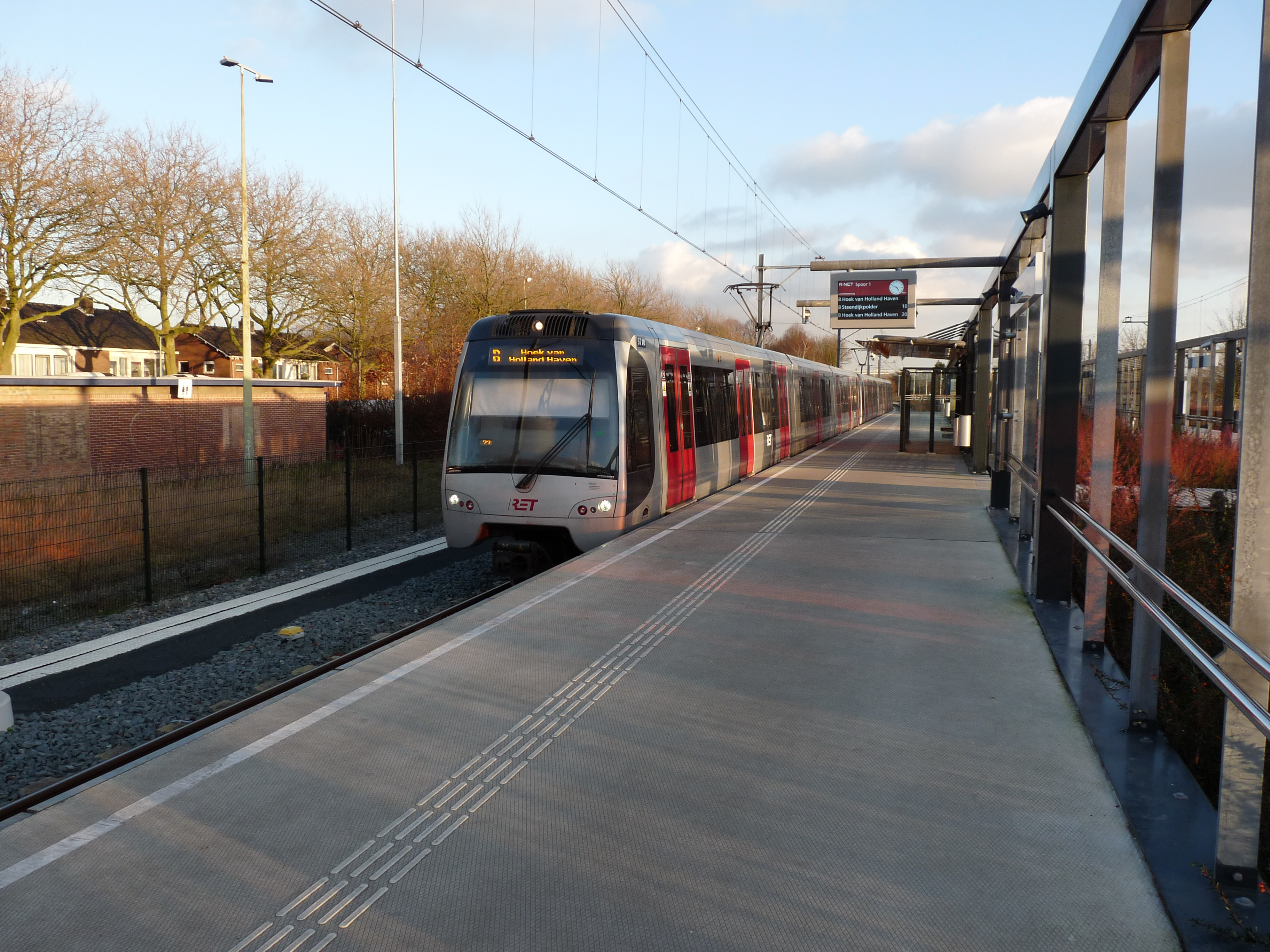
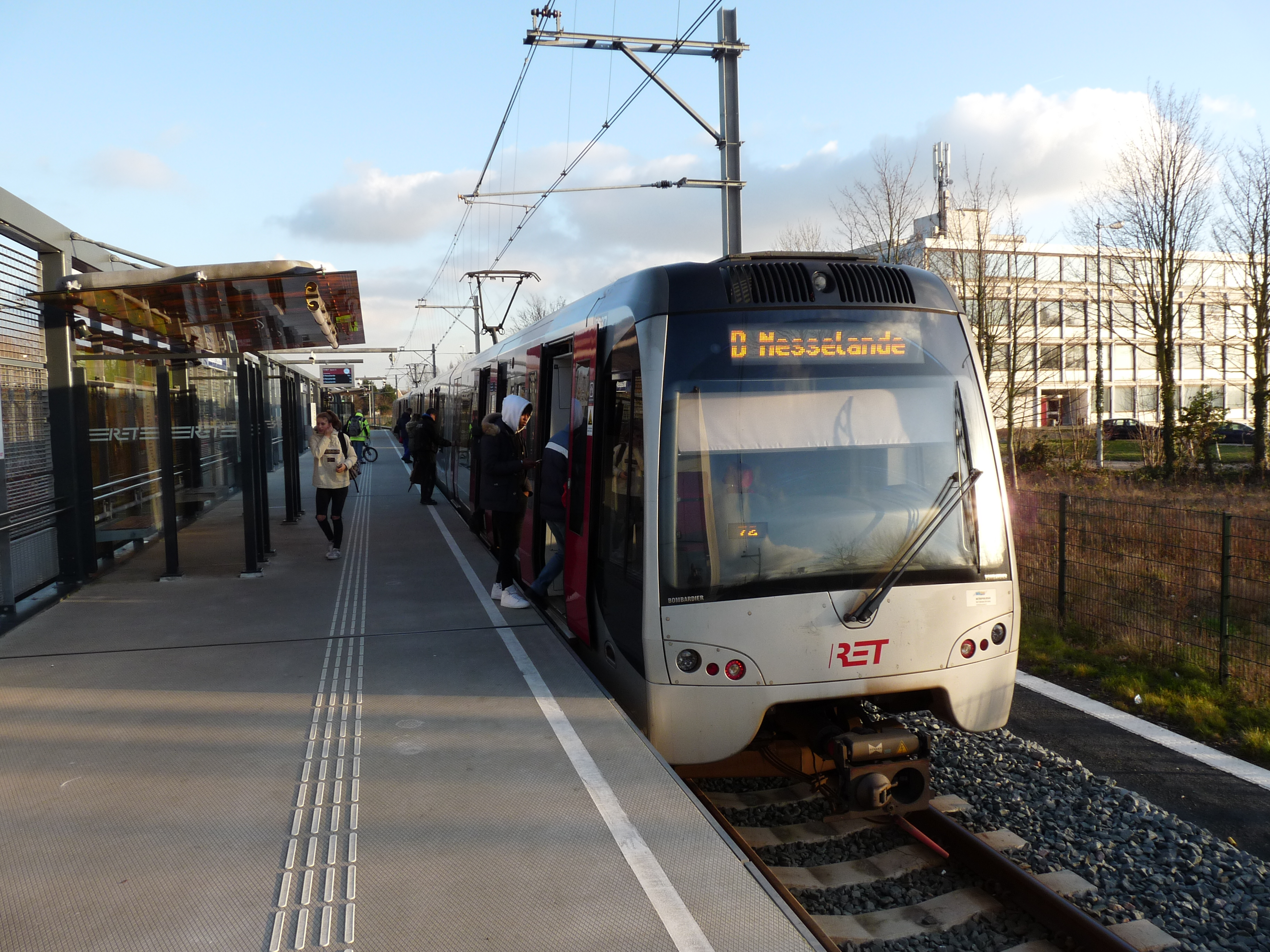